# Mixotoxodon larensis
Mixotoxodon larensis és una espècie extinta de notoungulats de la família dels toxodòntids, que visqué a Sud-amèrica durant el Plistocè.
És l'única espècie del gènere Mixotoxodon i l'únic notoungulat conegut que emigrà de Sud-amèrica durant el gran intercanvi americà. Se n'han trobat restes fòssils al nord de Sud-amèrica, a Centreamèrica i a Veracruz i Michoacán, a Mèxic (amb una possible troballa a Tamaulipas). També fou un dels últims notoungulats existents, juntament amb gèneres com Toxodon, més ben conegut.